# The Guided Fate Paradox
The Guided Fate Paradox (神様と運命革命のパラドクス?, Kamisama to unmei kakumei no paradokusu) è un videogioco di ruolo sviluppato da Nippon Ichi Software e pubblicato nel 2013 per PlayStation 3. Il gioco ha ricevuto un sequel dal titolo The Awakened Fate Ultimatum.

## Modalità di gioco
The Guided Fate Paradox è un dungeon crawler roguelike.

## Sviluppo
Il gioco è stato annunciato nel 2012 insieme a Disgaea D2: A Brighter Darkness e Battle Princess of Arcadias.
Il character design di The Guided Fate Paradox è curato da Noizi Itō.